# 伊利湖號導彈巡洋艦
伊利湖号（USS Lake Erie CG-70）是一艘隸屬於美国海军的提康德罗加级（Ticonderoga-class）飛彈巡洋艦，以美国海军在1812年战争中取得决定性胜利的伊利湖战役来命名。
2008年2月20日，美国海军从部署于太平洋的伊利湖号上发射了一枚SM-3导弹，成功击中美国早前失控的间谍卫星USA 193。